# Haraluh, Koreț
Haraluh (în ucraineană Харалуг) este o comună în raionul Koreț, regiunea Rivne, Ucraina, formată numai din satul de reședință.

## Demografie
Componența lingvistică a comunei Haraluh
     Ucraineană (99,29%)
     Alte limbi (0,71%)
Conform recensământului din 2001, majoritatea populației comunei Haraluh era vorbitoare de ucraineană (99,29%), existând în minoritate și vorbitori de alte limbi.